# 9553 Colas
9553 Colas è un asteroide della fascia principale. Scoperto nel 1985, presenta un'orbita caratterizzata da un semiasse maggiore pari a 2,1990812 UA e da un'eccentricità di 0,1166227, inclinata di 1,91894° rispetto all'eclittica.